# وريد جالينوس وتشوهات أم الدم
وريد جالينوس وتشوهات أم الدم وتوسعات الأوعية الدموية، هي التشوهات الشريانية الوريدية الأكثر شيوعًا عند الرضع والأجنة. يزداد حجم التشوه بشكل كبير مع تقدم العمر، على الرغم من أن الآلية غير معروفة، لكنها تحدث غالبًا كنتيجة ثانوية لقوة تدفق الدم الشرياني إما مباشرةً من الشريان عبر الناسور الشرياني الوريدي أو عن طريق الوريد الذي يتلقى الدم مباشرةً من الشريان.

## علم الوراثة
ترتبط 10% من تشوهات الأوعية الدموية بطفرات متغايرة الزيجوت في (EPHB4)، بينما وجدت دراسة أخرى أن الارتباط بنسبة 30%.

## العلامات والأعراض
تؤدي هذه التشوهات غالبًا إلى قصور قلب، ونزيف دماغي، ونزيف تحت العنكبوتية عند الولدان. يُعزى قصور القلب إلى حجم التحويلة الشريانية الوريدية التي يمكن أن تأخذ 80% أو أكثر من النتاج القلبي، مع عودة كميات كبيرة من الدم تحت ضغط مرتفع إلى البطين الأيمن والجيوب الأنفية الوريدية، وهو يُعتبر السبب الأكثر شيوعًا للوفاة عند هؤلاء المرضى.

## التشخيص
عندما يعاني المريض من قصور في القلب ليس له سبب واضح نتوجه إلى وريد جالينوس. يُستخدم في التشخيص التصوير عبر الأمواج فوق الصوتية، والذي يُعتبر أداة مفيدة بشكل خاص في هذا النوع من التشوهات لأن العديد من الحالات تبدأ في الطفولة ويمكن أن تُشخّصها الأمواج فوق الصوتية قبل الولادة. تُشخّص العديد من الحالات أثناء تشريح الجثة فقط، إذ يحدث قصور القلب الاحتقاني في وقت مبكر جدًا.

## العلاج

### جراحيَا
يجب الحصول على قياسات محيط الرأس بانتظام ومراقبتها بعناية للكشف عن استسقاء الرأس.  يجب استشارة طبيب قلب أطفال في بعض الحالات الشديدة. يحتاج المرضى إلى التنبيب في كثير من الأحيان. يجب سد الشرايين الخلقية التي تتغذى على وريد جالينوس، ما يقلل من تدفق الدم إلى الوريد. الجراحة المفتوحة تحتمل خطورة وفيات عالية. يُفضل استخدام العلاجات التي لا تشكل تهديدًا كبيرًا على أنسجة المخ المحيطة بها. خيار العلاج الآخر المتاح هو العلاج الشعاعي. يتضمن العلاج الشعاعي، الذي يُطلق عليه أيضًا الجراحة الشعاعية، توجيه حزم من الأشعة المركزة على الأوعية الدموية المتضررة. لا يُستخدم العلاج الإشعاعي كعلاج أساسي في أغلب الأحيان لأن آثار هذا الإجراء يمكن أن تبقى شهورًا أو سنوات وهناك خطورة عالية لحدوث تلف في أنسجة المخ المجاورة.

### العناية الطبية
الجراحة ليست دائمًا الخيار الأفضل عند وجود حالات ذات خطورة عالية. جعلت التحسينات الأخيرة في إجراءات الأوعية الدموية العديد من الحالات قابلة للعلاج. تتضمن علاجات الأوعية الدموية إعطاء الأدوية أو وضع البالونات في موقع التشوه عن طريق القسطرة. تعمل هذه العلاجات من خلال الحد من تدفق الدم عبر الوريد. ومع ذلك، يبقى خطر حدوث المضاعفات قائمًا. يُستخدم تخطيط صدى القلب ثنائي الأبعاد مع الأمواج فوق الصوتية لتقييم حالة الأجنة وهو يقدّم معلومات تشريحية وفيزيولوجية مرضية حول ديناميكا الدم القلبية وتدفق الدم داخل الجمجمة. وفرت هذه الطرق وسيلة موثوقة وغير جراحية لتقييم فعالية العلاج ومعرفة الحاجة إلى مزيد من الإجراءات عند الولدان الذين يعانون من تشوهات وريد جالينوس. عندما لا تكون أي من هذه الإجراءات قابلة للتطبيق، يمكن استخدام التحويلة لتحسين الضغط. تُعالج النوب عادةً باستخدام الأدوية المضادة للصرع.

## تطور المرض
يُشكّل النزف داخل الجمجمة أغلب المضاعفات التي عادةً ما ترتبط بهذه التشوهات. أكثر من نصف المرضى لديهم تشوهات لا يمكن تصحيحها. غالبًا ما يموت المرضى في فترة الخداجة أو في مرحلة الطفولة المبكرة.